# Manifiesto de Verona
El Manifiesto de Verona fue la declaración del fascismo italiano que establecía los requisitos reglamentarios para la instauración de la socialización de la economía en la República Social Italiana. Su idea era profundizar el anticapitalismo y el autarquismo nacional del fascismo para "ir al pueblo" y construir una revolución social dentro del orden legal. Del 14 al 16 de noviembre de 1943, en Castelvecchio (Verona), se reúne la primera Asamblea Nacional del Partido Fascista Republicano (PFR) que aprueba un “Manifiesto programático” desarrollado a lo largo de 18 puntos referentes a política exterior, interior y social.

## Contenido del manifiesto
En su preámbulo, el manifiesto, vinculado a las leyes raciales fascistas, «apunta a la continuación de la guerra junto a Alemania y Japón hasta la victoria final y la rápida reconstitución de las Fuerzas Armadas destinadas a actuar junto a los valientes soldados del Führer como los objetivos que superan a cualquier otro en importancia y urgencia.»
Los 18 puntos políticos programáticos —«preámbulo de la Asamblea Constituyente»— indicados en el manifiesto eran en resumen:

El primer informe nacional del Partido Fascista Republicano: eleva sus pensamientos a los caídos del fascismo republicano en los frentes de guerra, en las plazas de las ciudades y pueblos, en las "foibes" de Istria y Dalmacia, quienes se unen a las filas de los mártires de la Revolución, la falange de todos los que murieron por Italia; señala la continuación de la guerra junto a Alemania y Japón hasta la victoria final y la rápida reconstitución de las Fuerzas Armadas destinadas a operar junto a los valientes soldados confiados al Führer como objetivos que superan a todos los demás en importancia y urgencia.
Reconoce los decretos que establecen los Tribunales Extraordinarios, a los cuales los hombres del Partido aportarán un deseo inquebrantable de justicia ejemplar. E inspirándose en las fuentes y realizaciones de Mussolini, establece las siguientes directrices programáticas para la acción del Partido:
En materia constitucional e interna
1.- La Asamblea Constituyente, poder soberano de origen popular, debe ser convocada para declarar la decadencia del Monarquía, condena solemnemente al último rey traidor y fugitivo, proclama la República Social y nombra su Jefe.
2.- La Asamblea Constituyente se integra por representantes de todas las asociaciones sindicales y de todos los distritos administrativos, incluidos los representantes de las provincias invadidas, a través de las Delegaciones de desplazados y refugiados en suelo libre; incluye también las representaciones de combatientes y prisioneros de guerra mediante repatriación por discapacidad: las de los italianos en el extranjero; las del Poder Judicial, las Universidades y cualquier otro Organismo o Instituto cuya participación contribuya a hacer de la Asamblea Constituyente la síntesis de todos los valores de la Nación.
3.- La Constitución republicana debe garantizar que los ciudadanos, militares, trabajadores y contribuyentes tengan derecho a controlar y hacer una crítica responsable a los actos de las administraciones públicas. Cada cinco años se pedirá al ciudadano que vote sobre el nombramiento del Jefe de la República.
Ningún ciudadano, detenido in fraganti o detenido como medida preventiva, podrá ser detenido más de siete días sin orden de la autoridad judicial. Salvo en casos de flagrancia, también se requerirá orden de la autoridad judicial para los registros domiciliarios.
En el ejercicio de sus funciones, el Poder Judicial actuará con plena independencia.
4.- La experiencia electoral negativa ya vivida por Italia y la experiencia parcialmente negativa de un método de nombramiento demasiado rígidamente jerárquico contribuyen a una solución que concilia las necesidades opuestas. Un sistema mixto —por ejemplo, elección popular de representantes en la Cámara y nombramiento de ministros por el Jefe de la República y del Gobierno, y en las elecciones del Partido Fascio, sujetas a ratificación, y nombramiento del Directorio Nacional por opinión del DUCE— parece lo más aconsejable.
5.- La organización encargada de educar al pueblo sobre los problemas políticos es única.
En el Partido debe crearse un orden de luchadores y creyentes, un organismo de absoluta pureza política, digno de ser guardián de la Idea Revolucionaria.
Su tarjeta no es necesaria para ningún empleo o asignación.
6.- La religión de la República es la Católica Apostólica Romana, se respeta cualquier otro culto que no entre en conflicto con las leyes.
7.- Son extranjeros los pertenecientes a la raza judía. Durante esta guerra pertenecen a la nacionalidad enemiga.
En política exterior
8.- El objetivo esencial de la política exterior de la República debe ser la unidad, independencia e integridad territorial de la patria en los términos marítimo y alpino marcados por la naturaleza, el sacrificio de sangre y la historia; Términos amenazados por el enemigo con la invasión y con las promesas del Gobierno refugiado en Londres.
Otro objetivo esencial será reconocer la necesidad de un espacio vital, indispensable para una población de 45 millones de habitantes, en una superficie insuficiente para alimentarlos.
Esta política también apuntará a la creación de una "comunidad europea" con la federación de todas las naciones que acepten los siguientes principios:
a) eliminación de las intrigas británicas centenarias de nuestro continente;
b) abolición del sistema capitalista interno y lucha contra las plutocracias globales;
c) valorización, en beneficio de los pueblos europeos e indígenas, de los recursos naturales de África, con absoluto respeto a aquellos pueblos, especialmente a los musulmanes, que, como Egipto, ya están cívica y fundamentalmente organizados.
En materia social
9.- La base de la República Social y su objeto primordial es el trabajo manual, técnico e intelectual en todas sus manifestaciones.
10.- La propiedad privada, fruto del trabajo y del ahorro individual, integración de la personalidad humana, está garantizada por el Estado. Sin embargo, no debe convertirse en un desintegrador de la personalidad física y moral de otros hombres, mediante la explotación de su trabajo.
11.- En la economía nacional todo lo que por su tamaño o función va más allá del interés individual para ingresar al interés colectivo, pertenece al ámbito de acción propio del Estado.
Los servicios públicos y, por regla general, la producción bélica deben ser gestionados por el Estado a través de organismos paraestatales.
12.- En toda empresa (industrial, privada, paraestatal, estatal) los representantes de los técnicos y de los trabajadores cooperan íntimamente (a través del conocimiento directo de la dirección) en la fijación justa de los salarios, así como en la justa distribución de las ganancias, entre el fondo de reserva, el fruto del capital social y la participación en las propias ganancias de los trabajadores.
En algunas empresas esto podría suceder con una ampliación de las prerrogativas de las actuales comisiones de fábrica. En otros, sustituir las juntas directivas por juntas directivas, integradas por técnicos y trabajadores, con un representante del Estado; en otros, nuevamente, en forma de cooperativa parasindical.
13.- En la agricultura, la iniciativa privada del propietario encuentra su límite donde falta la iniciativa misma.
La expropiación de tierras baldías y de empresas mal gestionadas puede llevar a la subdivisión de los trabajadores agrícolas, para transformarlos en agricultores directos, o a cuya aplicación el Partido y las organizaciones sindicales están dando el impulso necesario.
14.- Los agricultores directos, artesanos, profesionales, artistas tienen pleno reconocimiento para dar y realizar su actividad productiva individual para familias y grupos, sin perjuicio de las obligaciones de entregar a los almacenes las cantidades de productos que establece la ley y de sujetar las tarifas. de servicios a controlar.
15.- El derecho a la vivienda no es sólo un derecho de propiedad, es un derecho de propiedad. El Partido incluye en su programa la creación de un organismo nacional de vivienda popular que, absorbiendo el instituto existente y ampliando al máximo su acción, proporcione viviendas a las familias de los trabajadores de todas las categorías, mediante construcción de viviendas nuevas o amortización gradual de las existentes.
A este respecto, debe afirmarse el principio general de que el alquiler —una vez reembolsado en su justa medida el capital pagado— constituye un título de compra.
Como primera tarea, la organización resolverá los problemas derivados de la destrucción de la guerra con la requisa y distribución de locales en desuso y con construcciones temporales.
16.- El trabajador está inscrito por autoridad en el sindicato sin que ello le impida pasar a otro sindicato, cuando reúna los requisitos. Los sindicatos convergen en una única confederación que agrupa a todos los trabajadores, técnicos y profesionales, con exclusión de los propietarios que no sean directivos ni técnicos. Se llama la Confederación General del Trabajo, la Tecnología y las Artes.
Los empleados de las empresas industriales y de servicios públicos estatales forman sindicatos, como cualquier otro trabajador. Todas las impresionantes disposiciones sociales creadas por el régimen fascista en veinte años permanecen intactas. La Carta del Trabajo constituye, en su letra, su consagración, así como constituye, en su espíritu, el punto de partida para el camino ulterior.
17.- En el lado actual, el Partido estima que no se puede posponer un ajuste salarial para los trabajadores, mediante el acuerdo de mínimos nacionales y prontas revisiones locales, y más aún para los pequeños y medianos empleados, tanto estatales como privados. Pero para que la medida no resulte ineficaz y, en última instancia, perjudicial para todos, es necesario que, con los comercios cooperativos, los comercios de empresa, la ampliación de las tareas de la "Provvida", la requisa de los comercios culpables de infracciones y su gestión paraestatal o cooperativa, se consigue como resultado pagar parte del salario en alimentos a precios oficiales.
Sólo así contribuiremos a la estabilidad de los precios y de la moneda, y a la recuperación del mercado.
En cuanto al mercado negro, se pide que los especuladores —así como los traidores y los derrotistas— queden bajo la jurisdicción de los Tribunales Extraordinarios y puedan ser castigados con la pena de muerte.
18.- Con este preámbulo de la Asamblea Constituyente, el Partido demuestra no sólo que va hacia el pueblo, sino que está con el pueblo. Por su parte, el pueblo italiano debe comprender que sólo le queda una manera de defender sus conquistas de ayer, hoy y mañana: repeler a la invasión esclavista de las plutocracias angloamericanas, que, por mil signos precisos, quieren hacen que la vida de los italianos sea aún más estrecha y miserable.
Sólo hay una manera de alcanzar todos los objetivos sociales: 

¡Combatir, Trabajar, Vencer!

## Autores
El manifiesto fue preparado y dispuesto por Benito Mussolini para que figurara en el programa del Partido Fascista Republicano. Fue redactado en gran medida por uno de los fundadores del Partido Comunista Italiano (PCI) Nicola Bombacci,[cita requerida] que extrajo ideas de las teorías del anarcocomunista Néstor Majnó, de la Sociedad Fabiana, y del distributismo.[cita requerida] Estrecho amigo del Duce,[cita requerida] Nicola Bombacci colaboró en este proyecto de la política económica de la República Social Italiana,[cita requerida] pero sin negar su ideal comunista.[cita requerida] El secretario del PFR, Alessandro Pavolini, también participó en la redacción del documento.